# 凌云塔 (耒阳)
凌云塔又名青麓塔，俗称青龙塔，位于湖南省衡阳市耒阳市，建於清朝康熙五十八年（1719年），由耒阳知县张应星创建。

## 简介
凌云塔为楼阁式砖石塔，坐北朝南，七级八楞，中空，通高29米，置于高0.6米的石台基上，台基边长5.76米。塔各级出檐，檐角飞翘，塔顶置铁质葫芦宝瓶，由下至上逐级渐收。第一级塔身以红砂石构筑，底边长4.3米，檐高4.1米，余均以青砖砌筑。第一级四向辟拱券门，南门门额镌“云梯初级”，其余各级辟3门，各级南门门额推测为始建该塔的耒阳知县张应星题书。同时塔身下面部分施鳌鱼、力士、龙、狮、云气、卷叶纹等雕饰，具有清代前期的风格特点。塔内沿塔身施夹壁踏步可登各层，外壁辟6个拱券窗。一、二层塔心室平面为四边形，余为八边形；室顶分别为券顶、平顶和穹窿顶；室内地面或木板、或青砖。
2019年，凌云塔被列为湖南省文物保护单位。

## 景观
凌云塔建于清康熙五十八年（1719年），是湖南省为数不多的、始建年代较早的古塔之一，外观修长挺拔，不同于湘南大多古塔的雄浑敦实，无名氏有联称“塔尖似笔，倒写天下文章”。此塔在2002年维修之前，方志未见修葺的记载，基本保持了原状。

## 脚注
1. 1 2  耒阳市文物局. . 耒阳新闻网. 2016年9月22日  [2017年1月27日].[永久]
2. ↑   (XLSX). 湖南省文物局. 2021-12-31  [2025-03-05]. （原始内容存档于2025-02-17）.